# سیارک ۷۴۹۰
سیارک ۷۴۹۰ (به انگلیسی: 7490 Babicka، نامگذاری:1995OF1) هفت هزار و چهارصد و نودمین سیارک کشف شده‌است که در ۳۱ ژوئیه ۱۹۹۵ کشف شد.
قدر مطلق سیارک برابر ۱۶٫۱۰ است.